# Elvira Rodríguez Leonardi
Elvira Rodríguez Leonardi de Rosales foi uma política argentina. Ela foi eleita para o Senado em 1951 como uma das primeiras mulheres parlamentares na Argentina.

## Biografia
Nas eleições legislativas de 1951, Rodríguez Leonardi foi candidata pelo Partido Peronista e uma das seis mulheres eleitas para o Senado. Representando Córdoba, foi membro da Comissão de Assuntos Constitucionais e foi secretária da Comissão de Orçamento e Finanças. Ela deixou o Senado em dezembro de 1954 devido à sua oposição a um projecto de lei que legalizava o divórcio. Ela foi posteriormente expulsa do Partido Peronista e também impedida de regressar ao seu emprego anterior como professora.